# Pipariya
Pipariya ist eine Stadt im indischen Bundesstaat Madhya Pradesh.
Die Stadt ist Teil des Distrikts Narmadapuram. Pipariya hat den Status eines Municipal Councils. Die Stadt ist in 21 Wards gegliedert. Sie hatte am Stichtag der Volkszählung 2011 48.826 Einwohner, von denen 25.294 Männer und 23.532 Frauen waren. Hindus bilden mit einem Anteil von über 88 % die Mehrheit der Bevölkerung in der Stadt. Die Alphabetisierungsrate lag 2011 bei 86,2 % und damit deutlich über dem nationalen Durchschnitt.